# Non voglio mica la luna/Un tipo
Non voglio mica la luna/Un tipo è un 45 giri di Fiordaliso pubblicato dalla Durium nel 1984.

## Non voglio mica la luna
Non voglio mica la luna è un brano musicale composto da Zucchero Fornaciari, Luigi Albertelli ed Enzo Malepasso, presentato al Festival di Sanremo 1984 nell'interpretazione di Fiordaliso. 
Il testo parla di una donna che vuole un po' di solitudine, per stare da sola e guardare le stelle e avere un po' di tempo per sé, e fare l'amore con l'uomo che ama.
Quella del 1984 era la terza partecipazione dell'artista al Festival, e si trattò del suo salto di qualità: ebbe successo anche fuori dall'Italia, soprattutto in Spagna ed in America Latina. Il disco a 45 giri aveva come lato B Un tipo. Per l'occasione viene ristampato l'album dall'omonimo titolo.
Fiordaliso fu la cantante che ottenne il miglior piazzamento nella classifica sanremese di quell'anno. Il singolo è stato un grande successo, tanto da ricevere il Disco d'oro e da posizionarsi al terzo posto nella classifica dei singoli più venduti di Sanremo 84.
Nella versione in lingua spagnola Yo no te pido la luna la cantante diventa famosa anche in Germania e nell'Europa in generale.

## Un tipo
Un tipo è il brano presente nel lato b del disco, scritto da Luigi Albertelli per il testo e da Enzo Malepasso per la musica; è stato inserito nella seconda stampa dell'album Fiordaliso.

## Tracce
1. Non voglio mica la luna – 4:07
2. Un tipo – 3:50

## Classifiche
| Classifica (1984) | Posizione |
| ----------------- | --------- |
| Italia            | 3         |

## Cover
Daniela Romo l'ha reinterpretata, nel 1984, con testo suo, come Yo no te pido la luna (Discos CBS International, HBS-80049) inserita nell'album Amor prohibido (Gamma, KT PEGH 00433), ed anche Sergio Dalma ne ha fatto una cover con videoclip integrato.
Diego Verdaguer l'ha reinterpretata, nel 1984, come Yo no te pido la luna (Fono Video, S-0024), 45 giri pubblicato in Perù e Guatemala. Questa versione fu anche cantata dal gruppo messicano Jeans nel 2006.
Gennaro Cosmo Parlato nel 2005 la inserisce nel suo album Che cosa c'è di strano?
Il singolo finisce anche su iTunes. Sia il gruppo La Konga sia la cantante spagnola Pastora Soler ne hanno fatto una cover.
Nel 2022 anche MYA con Soledad ne hanno fatto una cover, così come Marco Guazzone nel 2023.